# 荒尾インターチェンジ
荒尾インターチェンジ（あらおインターチェンジ）は、愛知県東海市にある、西知多産業道路（国道247号）のインターチェンジ。インター出口はそのまま新日鐵住金名古屋製鐵所と愛知製鋼知多工場に接続しており、長らく両社の関係車両のみが使用するインターとして機能してきたが、2009年（平成21年）3月に愛知県道249号長草東海線と接続された。

## 接続する道路

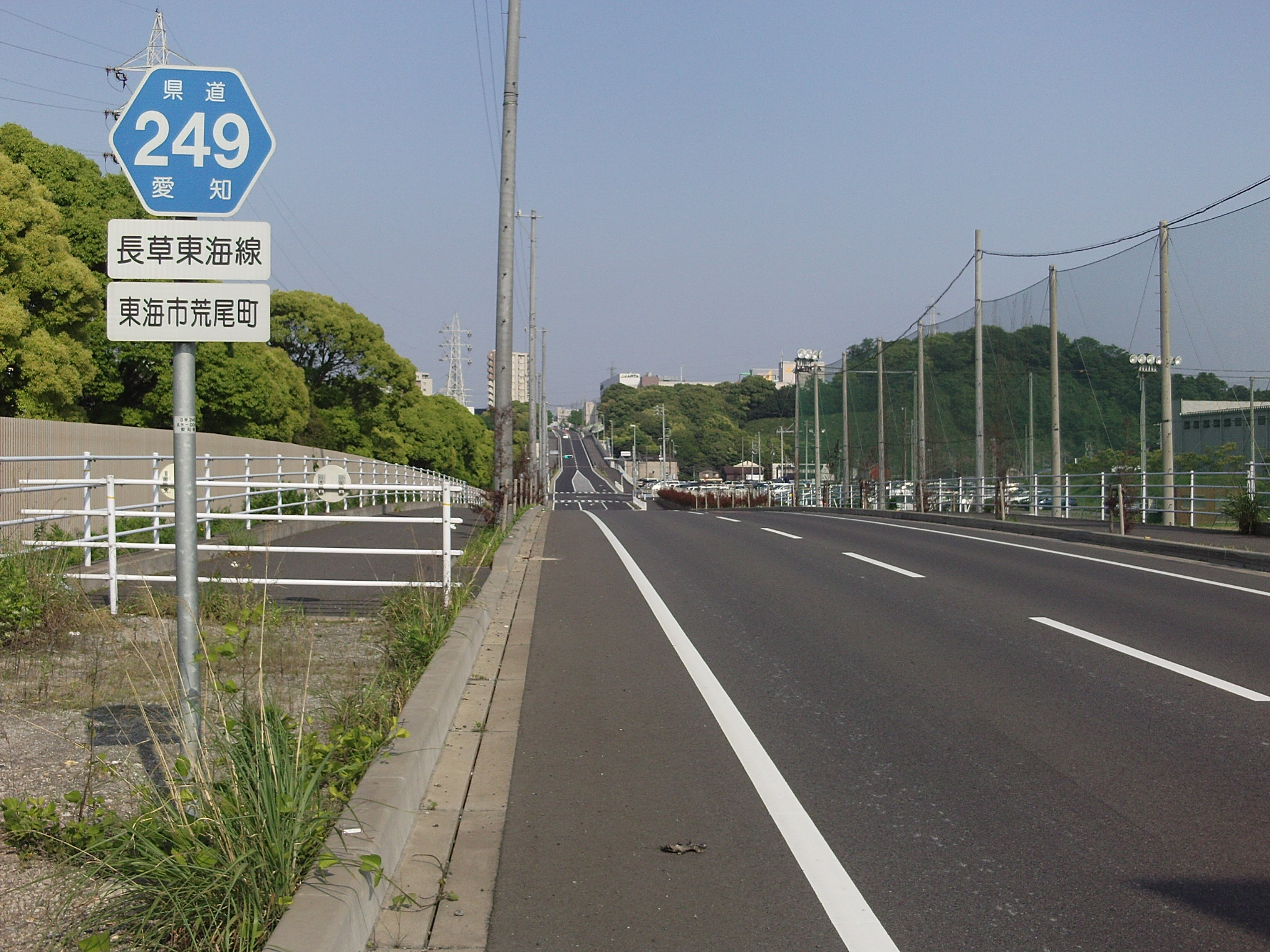
愛知製鋼知多工場の南に建設され接続した愛知県道249号長草東海線のバイパスルート。

- 愛知県道249号長草東海線

## 隣
西知多産業道路
東海IC - 荒尾IC - 加家IC